# Prunus yedoensis
Prunus yedoensis är en rosväxtart som beskrevs av Jinzô Matsumura. Prunus yedoensis ingår i släktet prunusar, och familjen rosväxter.

## Underarter
Arten delas in i följande underarter:
- P. y. nudiflora
- P. y. shojo
- P. y. surugazakura
- P. y. perpendens
- P. y. nudiflora
- P. y. taizanfukun
- P. y. candida
- P. y. grandiflora
- P. y. manadzurulittorea
- P. y. rubriflora
- P. y. surugazakura
- P. y. angustipetala
- P. y. mishimazakura

## Bildgalleri

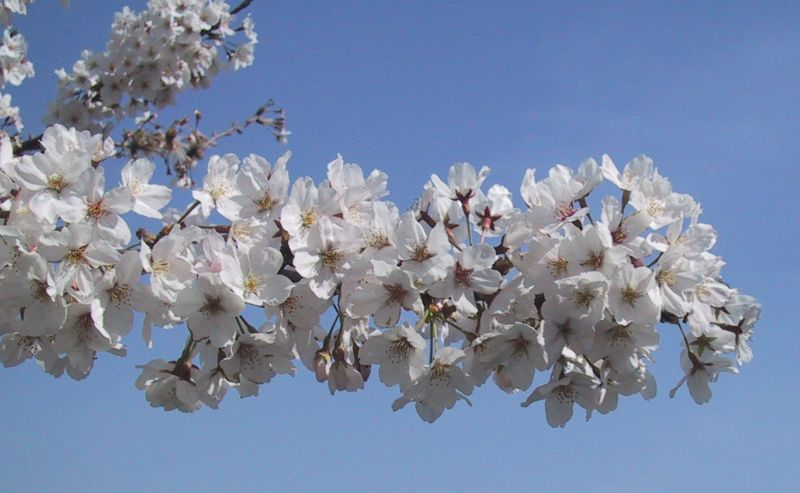
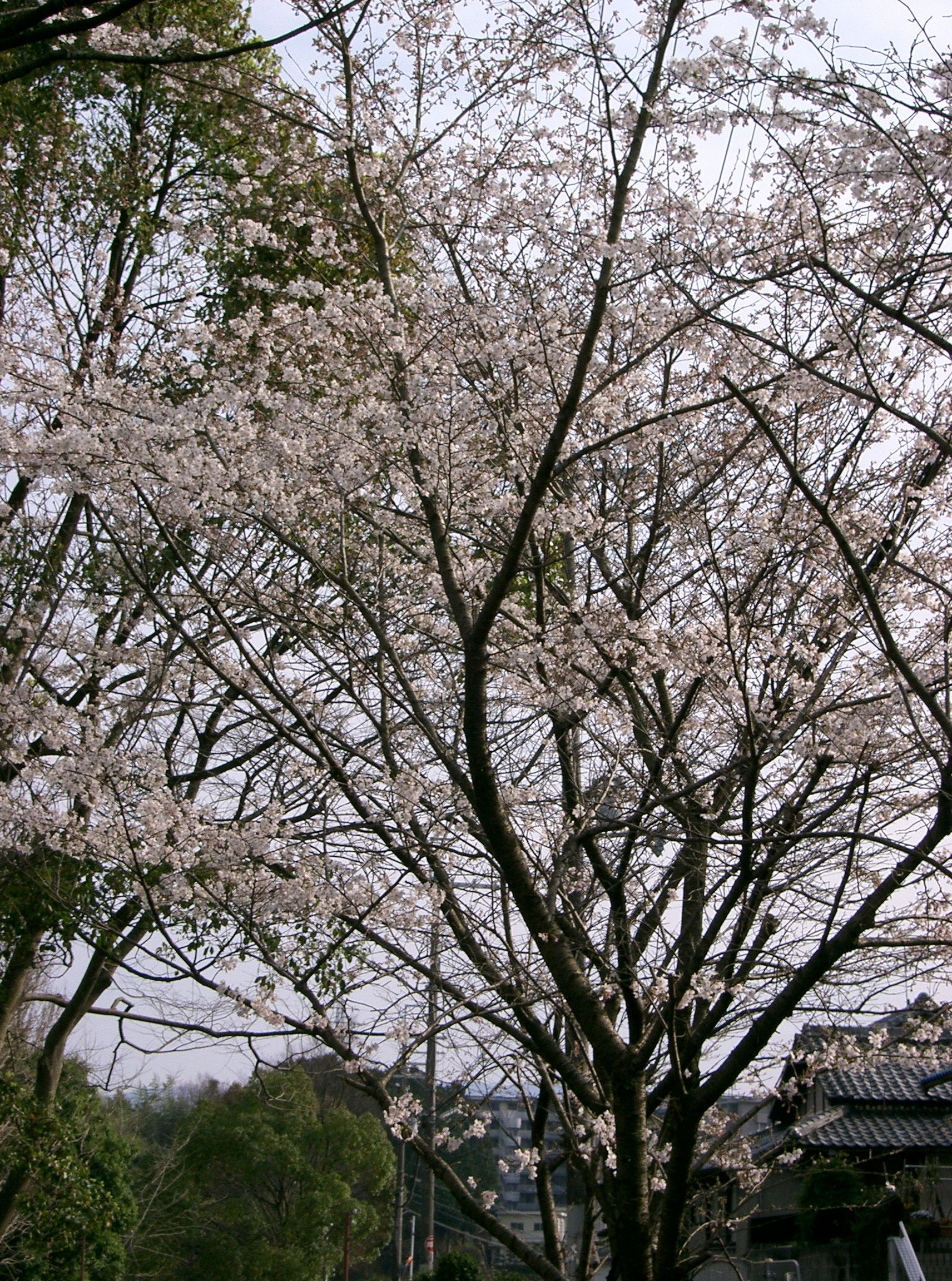
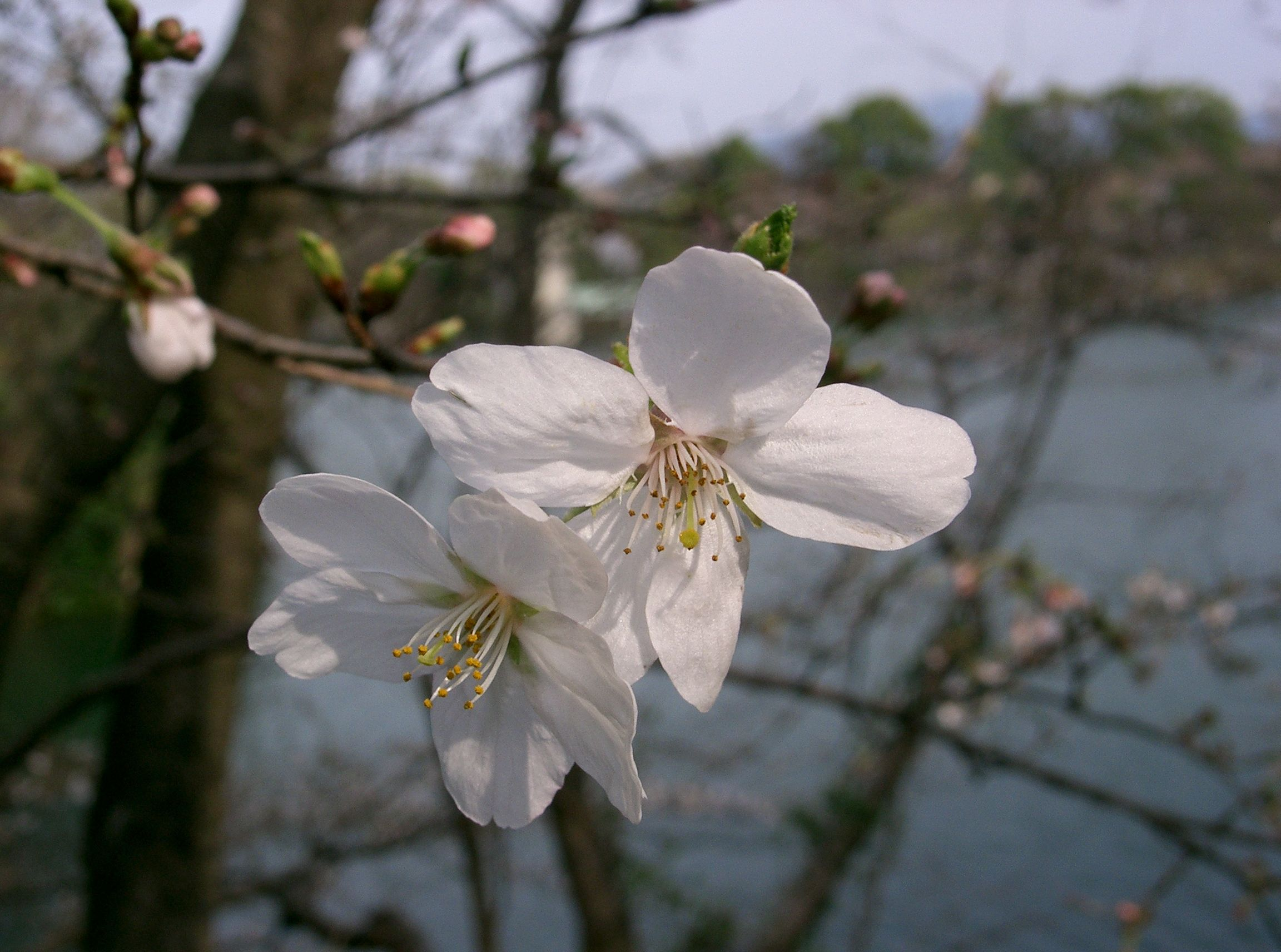
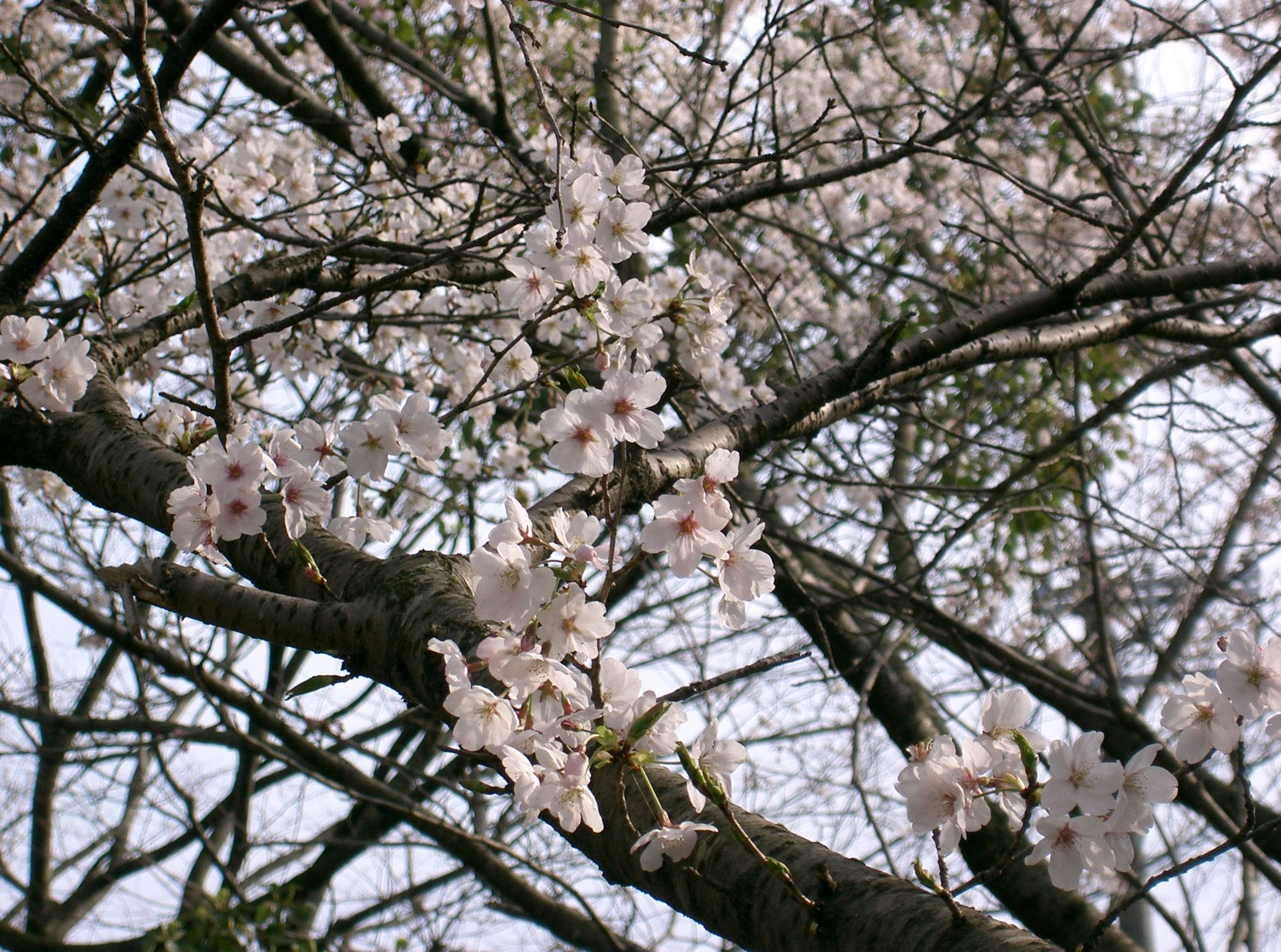
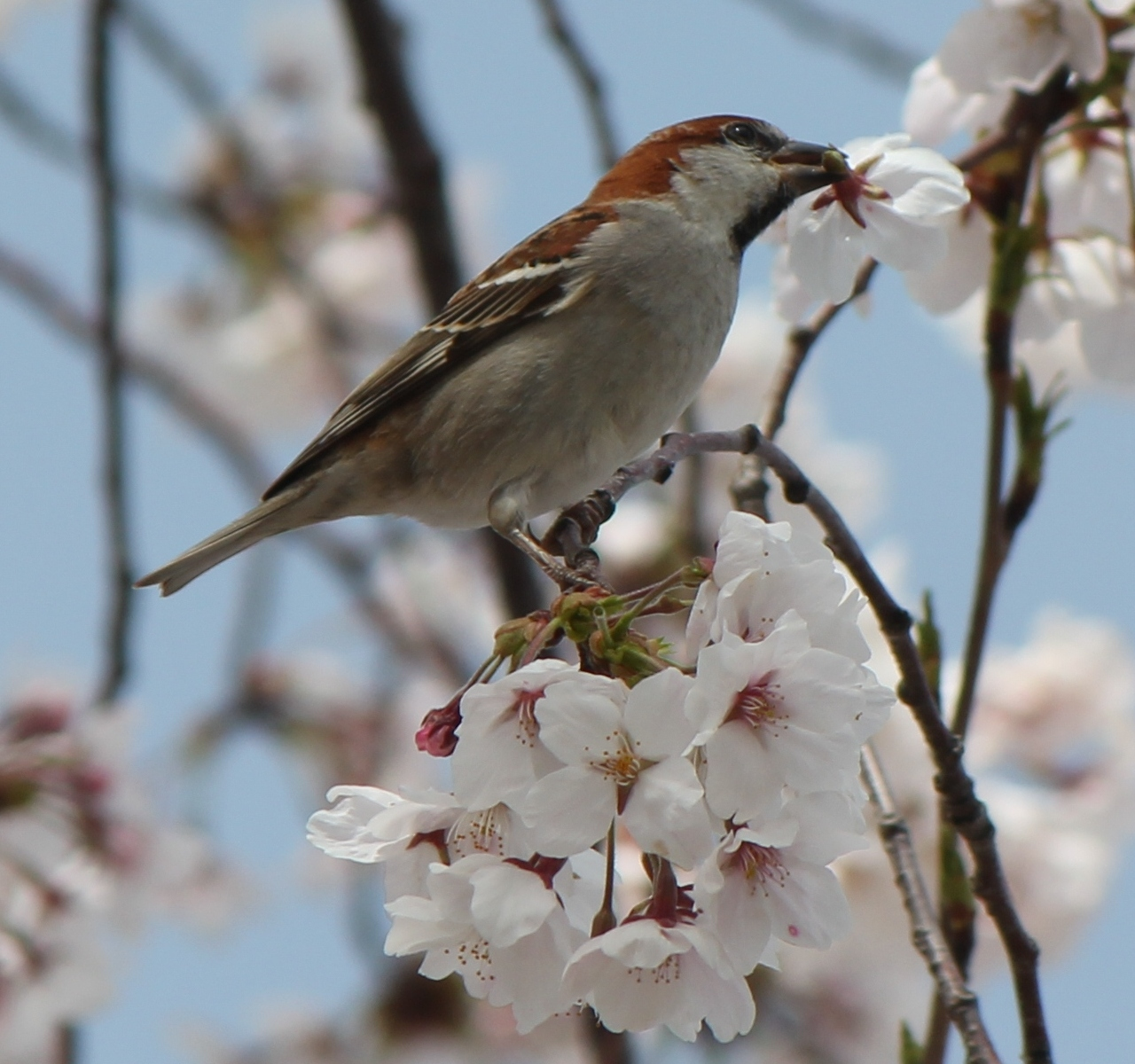
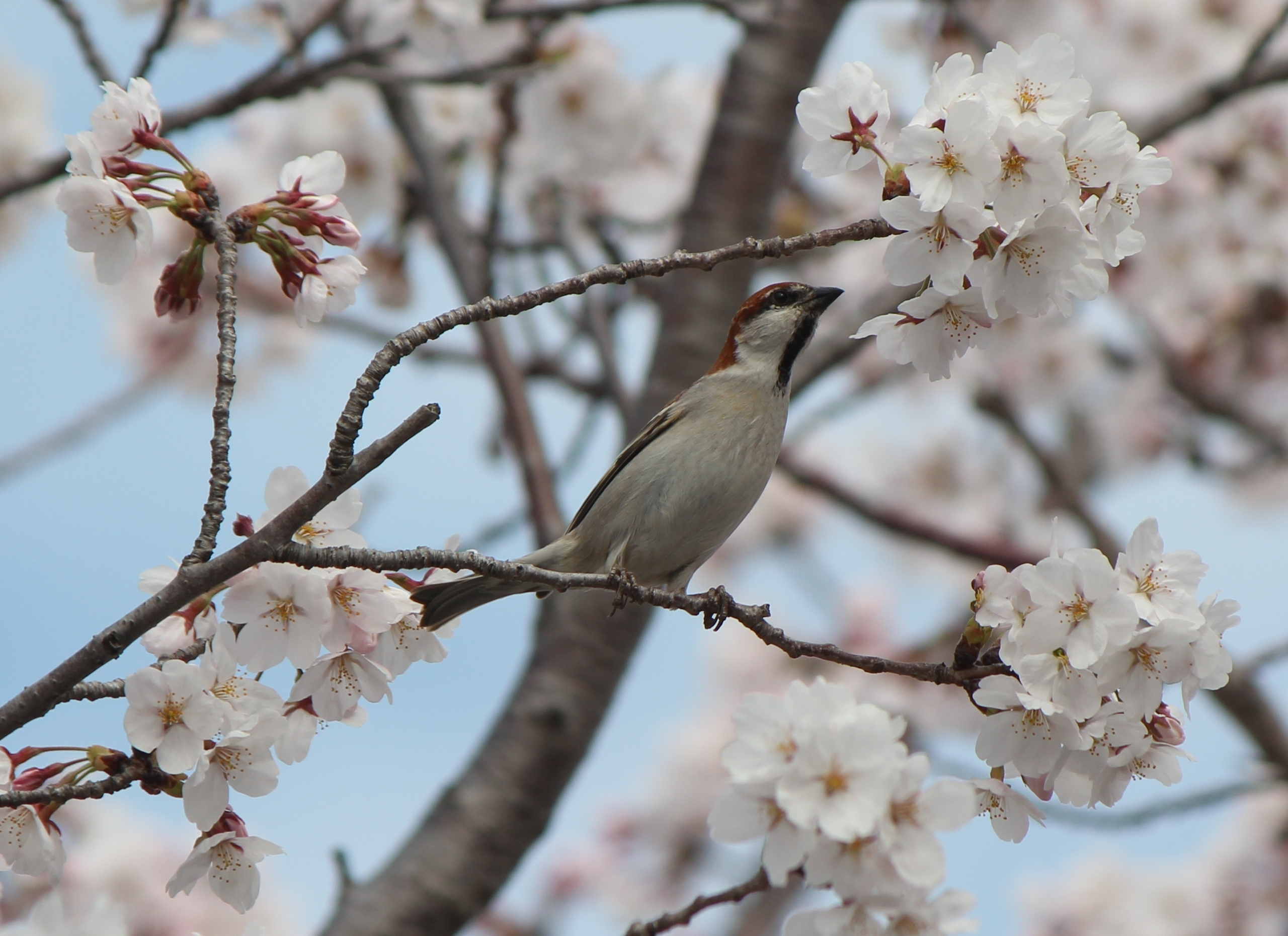